# تقی‌خان
تقی خان روستای کوچکی از توابع دهستان کهورستان شهرستان خمیر استان هرمزگان ایران است. در ۶ کیلومتری جنوب کشی در جاده بندرعباس بستک واقع شده‌است.

## جمعیت
جمعیت روستا ۹ نفر (یک خانوار) است که از اهل سنت و از شاخه شافعی هستند یعنی از پیروان امام محمد ادریس شافعی هستند.
یک مسجد و ۲ باب آب‌انبار «برکه» دارند.

## کاروانسرا
کاروانسرائی در آنجا وجود دارد که بنام «کاروانسرای جنی» معروف است که در زمان قدیم کاروان‌ها و رهگذران در آن منزل می‌گرفتند.
سردرکاروانسراکه باخط میخی نوشته شده‌است.

## محدوده تقی خان
از شمال به کشی، از جنوب کوه، از مغرب جیحون و از سمت مشرق به قهوه‌خانه میر محدود می‌گردد.